# Hauteville-sur-Fier
Hauteville-sur-Fier è un comune francese di 815 abitanti situato nel dipartimento dell'Alta Savoia della regione dell'Alvernia-Rodano-Alpi.

## Società

### Evoluzione demografica
Abitanti censiti